# هامبورج سود

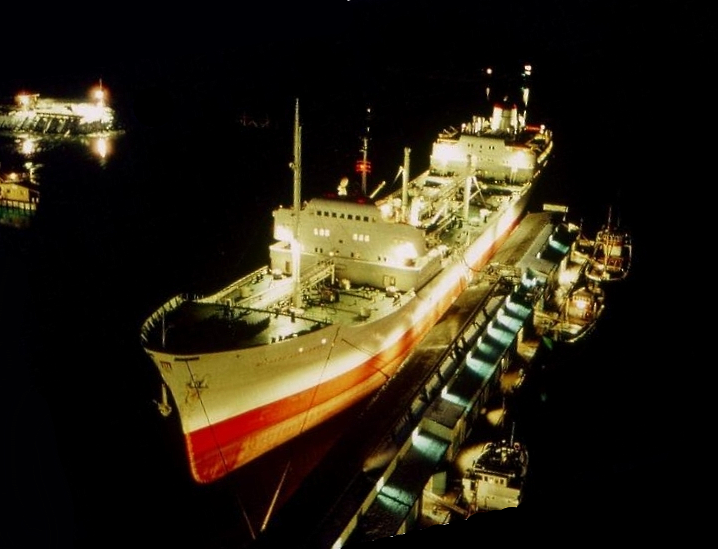
الناقلة Oetker ريتشارد كاسيلوفسكي في عام 1960

يُعد - هامبورج سود ، من بين العلامات التجارية العشر الكبرى لشحن الحاويات في جميع أنحاء العالم، وهو جزء من شركة خطوط ميرسك ، وهي أكبر شركة شحن حاويات في العالم. تأسست هامبورج سود في عام 1871 ، وهي واحدة من أفضل 5 علامات تجارية مبردة، وهي من رواد السوق في التجارة بين الشمال والجنوب، وتخدم جميع الممرات التجارية الهامة بين الشرق والغرب. 
كانت في السابق جزءًا من د.أوتكر جروب، ولكن تم بيعها إلى شركة خطوط ميرسك لقسم الشحن في ميرسك سيلاند في عام 2017.  

## الروابط الخارجية
- موقع رسمي
- رودولف أ. Oetker KG الموقع الرسمي
- اليانسا الموقع الرسمي
- Documents and clippings about Hamburg Süd